# 3. HNL – Sjever – Skupina B 1992.
3. HNL – Sjever – Skupina B je bila jedna od dvije skupine"3. HNL – Sjever" u sezoni 1992. Sudjelovalo je osam klubova, a prvak skupine je bila momčad "Vrapča" iz Zagreba, koji je postao i ukupni pobjednik 3. HNL – Sjever. 
 
Područje "3. HNL – Sjever – Skupine B" odgovara kasnijoj 3. HNL – Središte (3. HNL NS Zagrebačke Regije). 

## Ljestvica
| mj. | klub.                | ut. | pob. | ner. | por. | gol+ | gol- | bod |                               |
| --- | -------------------- | --- | ---- | ---- | ---- | ---- | ---- | --- | ----------------------------- |
| 1.  | Vrapče Zagreb        | 14  | 6    | 5    | 3    | 25   | 14   | 17  | 2. HNL – Sjever               |
| 2.  | Dubrava Zagreb       | 14  | 6    | 4    | 4    | 18   | 14   | 16  | 2. HNL – Sjever               |
| 3.  | Sesvete Unimag       | 14  | 5    | 4    | 5    | 17   | 17   | 14  | 3. HNL – Središte (ZG regija) |
| 4.  | Pounje Mladost Zabok | 14  | 6    | 2    | 6    | 19   | 21   | 14  | 3. HNL – Središte (ZG regija) |
| 5.  | Lokomotiva Zagreb    | 14  | 6    | 2    | 6    | 18   | 20   | 14  | 3. HNL – Središte (ZG regija) |
| 6.  | Jaska Jastrebarsko   | 14  | 6    | 1    | 7    | 20   | 28   | 13  | 3. HNL – Središte (ZG regija) |
| 7.  | Zagorec Krapina      | 14  | 6    | 0    | 8    | 19   | 17   | 12  | 3. HNL – Središte (ZG regija) |
| 8.  | PIK Vrbovec Vrbovec  | 14  | 6    | 0    | 8    | 18   | 23   | 12  | 3. HNL – Središte (ZG regija) |

## Rezultatska križaljka
| kratica | klub                 | DUB | JAS | LOK | PIK | POM | SES | VRA | ZAG |
| --- | -------------------- | --- | --- | --- | --- | --- | --- | --- | --- |
| DUB | Dubrava Zagreb       |     | 3:1 |     |     |     |     |     | 1:0 |
| JAS | Jaska Jastrebarsko   |     |     |     |     |     |     | 1:0 | 1:0 |
| LOK | Lokomotiva Zagreb    |     |     |     |     | 3:1 |     |     |     |
| PIK | PIK Vrbovec Vrbovec  | 5:2 |     | 1:3 |     |     |     |     |     |
| POM | Pounje Mladost Zabok |     |     |     |     |     | 4:2 | 2:2 |     |
| SES | Sesvete Unimag       |     |     | 1:1 |     |     |     |     |     |
| VRA | Vrapče Zagreb        |     |     |     | 5:1 |     |     |     |     |
| ZAG | Zagorec Krapina      |     |     |     |     |     | 3:0 |     |     |
| |                      |     |     |     |     |     |     |     |     |
| podebljan rezultat – utakmice od 1. do 7. kola (1. utakmica između klubova) rezultat normalne debljine – utakmice od 8. do 14. kola (2. utakmica između klubova) rezultat nakošen – nije vidljiv redoslijed odigravanja međusobnih utakmica iz dostupnih izvora rezultat nakošen i smanjen * – iz dostupnih izvora nije uočljiv domaćin susreta prekrižen rezultat – poništena ili brisana utakmica p – utakmica prekinuta 3:0 p.f. / 0:3 p.f. – rezultat 3:0 bez borbe |                      |     |     |     |     |     |     |     |     |

 Izvori: 

## Doigravanje
Doigravanje za prvaka
| 31. svibnja 1992. |  | Vrapče Zagreb – Bjelovar |  | 4:0 |  |
| 6. lipnja 1992.   |  | Bjelovar – Vrapče Zagreb |  | 2:2 |  |

"Vrapče" iz Zagreba pobjednik 3. HNL – Sjever
Doigravanje za 3. mjesto
| 31. svibnja 1992. |  | Dubrava Zagreb – VB Trnje Trnovec |  | 4:1 |  |
| 6. lipnja 1992.   |  | VB Trnje Trnovec – Dubrava Zagreb |  | 0:0 |  |

"Dubrava" iz Zagreba osvojila 3. mjesto

## Unutrašnje poveznice
- 3. HNL – Sjever
- 3. HNL – Središte
- 3. HNL – Sjever 1992.
- 3. HNL – Sjever – Skupina A 1992.
- 3. HNL – Zapad 1992.
- 3. HNL 1992.
- 2. HNL 1992.